# Laevidentalium houbricki
Laevidentalium houbricki är en blötdjursart som beskrevs av Victor Scarabino 1995. Laevidentalium houbricki ingår i släktet Laevidentalium och familjen Laevidentaliidae. Inga underarter finns listade i Catalogue of Life.